# 21921 Camdenmiller
21921 Camdenmiller è un asteroide della fascia principale. Scoperto nel 1999, presenta un'orbita caratterizzata da un semiasse maggiore pari a 2,2944283 UA e da un'eccentricità di 0,1670918, inclinata di 4,81894° rispetto all'eclittica.